# Государственная инспекция охраны животного и растительного мира при Президенте Республики Беларусь
Государственная инспекция охраны животного и растительного мира при Президенте Республики Беларусь (Государственная инспекция, Госинспекция) — специально уполномоченный государственный орган, подчинённый Президенту Республики Беларусь, осуществляющий в пределах своей компетенции государственный контроль за охраной и использованием объектов животного и растительного мира.

## История
3 декабря 1921 года принято постановление Совета народных комиссаров БССР о создании отдела рыбоводства и рыболовства при Наркомземе БССР (ЦГАОР БССР, ф.48, оп.1, д.807, л.19) (эта дата, согласно приказу начальника Государственной инспекции от 2 декабря 2008 года № 63, считается датой основания Государственной инспекции).
17 ноября 1922 года принято постановление № 30 Президиума Центрального исполнительного Комитета ССРБ об упразднении отдела рыбоводства и рыболовства с 1 декабря 1922 года. Общее наблюдение за озёрами и водоемами в целях предупреждения хищнического истребления рыбы возлагалось на управление Земледелия Наркомзема (в его составе создаётся отдел рыбоводства и рыболовства). Отдел просуществовал до 1929 года.
В 1929 году при Наркомземе БССР организован Белорусский рыбный трест. В его в составе образована Госинспекция Рыбхознадзора, которая потом переподчинена и находилась при Народном комиссариате пищевой промышленности БССР.
27 января 2003 года принят Указ Президента Республики Беларусь № 45 об образовании на базе Департамента охраны рыбных ресурсов и охотничьих видов животных Государственной инспекции охраны животного и растительного мира при Президенте Республики Беларусь (бел. Дзяржаўная інспекцыя аховы жывёльнага і расліннага свету пры Прэзідэнце Рэспублікі Беларусь).

## Основные задачи
- государственный контроль за охраной и использованием диких животных, относящихся к объектам охоты и рыболовства, а также древесно-кустарниковой растительности и иных дикорастущих растений, используемых в заготовительных целях
- координация деятельности государственных органов и иных организаций по осуществлению государственного контроля за охраной и использованием диких животных, относящихся к объектам охоты и рыболовства

## Состав
На 2010 год в её состав входит 6 областных и 41 межрайонная инспекции. Под их государственным контролем — вся территория Республики Беларусь.

## Структура центрального аппарата
- Начальник
- 2 заместителя
- Управление анализа и контроля за использованием объектов животного и растительного мира
  - отдел анализа и обработки информации
  - отдел охраны животного мира
  - отдел охраны растительного мира
- Управление оперативного реагирования
  - 1-й отдел
  - 2-й отдел
  - 3-й отдел
  - Отдел собственной безопасности
- Управление правового обеспечения, кадровой и идеологической работы
  - отдел правового обеспечения
  - отдел кадровой и идеологической работы
- Управление планирования, финансирования и бухгалтерского учёта
  - отдел бухгалтерского учёта и финансирования
  - отдел планирования, строительства и снабжения

## Руководство
- Назаренко, Александр Евгеньевич (3 мая 2018 — июнь 2018)
- Тертель, Юрий Станиславович (с 7 июня 2018 — по настоящее время)